# Clan Asano
Il Clan Asano (淺野氏?, Asano-shi) fu un Clan giapponese di samurai che rivendicava la discesa dal Clan Minamoto. Il lignaggio principale (sōke, 宗家) erano daimyō del dominio di Hiroshima nella provincia di Aki e un'altra famosa famiglia di rami erano signori del dominio Akō nella provincia di Harima associati alla storia dei quarantasette ronin. Il loro kanji ereditato è "長". La famiglia arrivò alla ribalta quando la sorella di Asano Nagamasa sposò Toyotomi Hideyoshi
.
Dopo la restaurazione Meiji e l'abolizione del sistema han, il clan Asano divenne parte della nuova nobiltà.

## Storia
Il clan Asano discende dal clan Toki della provincia di Mino che reclama la discesa da Minamoto no Yorimitsu dello Seiwa Genji). La residenza principale del clan Toki era nel distretto di Toki ella provincia di Mino dalla quale hanno preso il loro nome.
Minamoto no Mitsuhira era il terzo figlio di Minamoto no Mitsunaga che fu ucciso in battaglia durante la guerra Genpei. Lo zio Minamoto no Mitsumoto lo adottò e fondò il clan Toki diventando Toki Mitsuhira. Il suo primo figlio Toki Mitsuyuki continuò il clan, ma il suo secondo figlio Toki Mitsutoki prese il nome Asano e divenne il fondatore del clan Asano. Scelse il nome poiché studiò presso la scuola Asano (浅野館?).

## Membri importanti del clan[3]
- Asano Nagamasa (浅野 長政?; 1546 -1611) servitore Toyotomi. Hideyoshi fu suo cognato. Dopo la morte di quest'ultimo si oppose a Ishida Mitsunari e si alleò ai Tokugawa.
- Asano Yoshinaga (浅野 幸長?; 1576 - 1613) erede di Nagamasa. Mediò, assieme a Katō Kiyomasa, un incontro tra Tokugawa Ieyasu e Toyotomi Hideyori.
- Asano Nagaakira (浅野 長晟?; 1586 - 1632) secondo figlio di Nagamasa. Dopo la morte di Yoshinaga divenne signore del dominio di Wakayama (Kii). Dopo il declassamento del clan Fukushima gli venne assegnato il vasto dominio di Aki.
- Asano Nagashige (浅野 長重?; 1588 - 1632) terzo figlio di Nagamasa. Servì Tokugawa Hidetada durante l'assedio di Osaka. Gli venne assegnato come ricompensa il dominio di Kasama (53.000 koku). Asano Naganori, che colpì Kira Yoshinaka nel corridoio dei pini, era suo nipote.
- Asano Naganao (浅野 長直?; 1610 - 1672) daimyō del periodo Edo, governò il dominio di Akō (53.000 koku). Costruì il castello di Akō.
- Asano Naganori (浅野 長矩?; 1667 - 1701) fu daimyō del dominio di Akō (1675–1701), le sue gesta portarono alla leggenda dei quarantasette ronin.